# Leuroserica
Leuroserica är ett släkte av skalbaggar. Leuroserica ingår i familjen Melolonthidae.
Kladogram enligt Catalogue of Life:
| Leuroserica | \| \| Leuroserica fulgida \| \| \| \| \| \| Leuroserica lateralis \| \| \| \| \| \| Leuroserica stemmleri \| \| \| \| |
|             | \| \| Leuroserica fulgida \| \| \| \| \| \| Leuroserica lateralis \| \| \| \| \| \| Leuroserica stemmleri \| \| \| \| |
|             | Leuroserica fulgida                                                                                                   |
|             | |
|             | Leuroserica lateralis                                                                                                 |
|             | |
|             | Leuroserica stemmleri                                                                                                 |
|             | |